# Los llamaron... ¡bandidos!
Los llamaron... ¡bandidos! (Li chiamarono... briganti!) es una película italiana dirigida por Pasquale Squitieri en 1999.
La película cuenta el periodo de la unificación italiana desde un punto de vista del sur de Italia durante la dominación saboyana. El film fue realizado en pocos meses y con poco presupuesto y en la actualidad se encuentra fuera del circuito comercial.

## Argumento
Carmine Crocco, campesino y ex garibaldino retorna a sus tierras y se da cuenta de que, con el nuevo gobierno saboyano, la población se encuentra oprimida en peores condiciones que antes de la unificación. Es por eso que decide formar grupos de briganti que logran varias victorias iniciales y toman el castillo de Melfi. Pero finalmente el gobierno piamontés envía un ejército de miles de hombres acabando con la revolución. En el film se muestran de manera cruda escenas de las atrocidades de este ejército.

## Actores
- Enrico Lo Verso: Carmine Crocco
- Claudia Cardinale: Assunta
- Benoît Vallès: Enrico Cialdini
- Giorgio Albertazzi: Cardenal Antonelli
- Roberta Armani: Filomena
- Branko Tesanovic: Ninco Nanco
- Carlo Croccolo: Don Vincenzino
- Francesco Mazzini: José Borges
- Ennio Coltorti: Caruso
- Remo Girone: Don Pietro
- Franco Nero: Cabo Nerza
- Michele D'Anca: Giovanni
- Lina Sastri: Corifea
- Carlo Mucari: Teschietta